# 成実論
『成実論』（じょうじつろん、梵: Satyasiddhi, Tattvasiddhi）は、訶梨跋摩（かりばつま、Harivarman, ハリヴァルマン）によって著された、16巻の仏教論書である。

## 概要
鳩摩羅什の漢訳が現存しているが、サンスクリット本およびチベット語訳本はない。翻訳は、弘始13年（411年）9月8日に始めて、同14年9月15日に終了している。経量部にも学び、法が空であることを強調する多聞部の論書である。
202品で、35品までに三宝を明かし、続いて94品までに苦諦、140品までに集諦、154品までに滅諦、202品までに道諦を明かしている。

## 参考図書
- 平井俊榮; 荒井裕明; 池田道浩『毘曇部6 成実論1』大蔵出版〈新国訳大蔵経 15〉、1999年。ISBN 4804380167。
- 福原亮厳『成実論の研究 : 仏教諸派の学説批判』永田文昌堂、1969年。

- 大正大蔵経　成実論　Vol.32 p.239a